# Korita na Krasu
Korita na Krasu so gručasto naselje v Občini Miren - Kostanjevica. 
Korita so bila kot samostojno naselje razglašena 26. januarja 1953 v takratni občini Kostanjevica.
Naselje ima več zaselkov. Od tu je izhodiščna točka za pohodniško pot na Kremenjak z ostanki obmejne karavle iz časov Jugoslavije ob vznožju in skromnih ostankov iz 1. svetovne vojne na samem vrhu hriba.
V naselju je tudi značilen kraški kal, ki so ga obnovili leta 2011.